# سخت (ترانه)
«سخت» (به انگلیسی: Hard) تک‌آهنگی از هنرمند اهل باربادوس ریانا،است که در ۱۰ نوامبر ۲۰۰۹ منتشر شد. این تک‌آهنگ در آلبوم درجه آر (آلبوم ریانا) قرار داشت.